# Xã Upper Yoder, Quận Cambria, Pennsylvania
Xã Upper Yoder (tiếng Anh: Upper Yoder Township) là một xã thuộc quận Cambria, tiểu bang Pennsylvania, Hoa Kỳ. Năm 2010, dân số của xã này là 5.449 người.